# Gyrotoma pyramidata
Gyrotoma pyramidata е изчезнал вид коремоного от семейство Pleuroceridae.

## Разпространение
Видът е бил ендемичен за Съединените щати.